# Gran Arquitecte de l'Univers

L'escaire i el compàs

El Gran Arquitecte de l'Univers, expressat habitualment amb l'acrònim GADU, és el nom simbòlic amb el qual hom se sol referir en Francmaçoneria al Principi Creador o causa primera, independentment que aquesta s'interpreti des d'un punt de vista teista o deista.
La creença en el Gran Arquitecte de l'Univers és un dels principis considerats inamovibles dins del corrent de regularitat maçònica liderada per la Gran Lògia Unida d'Anglaterra, si bé els maçons, com a individus, són lliures de creure en l'Ésser Suprem que s'ajusti a la seva creença personal.
Per al corrent de regularitat maçònica iniciada pel Gran Orient de França, però, l'exigència de la creença en un Gran Arquitecte de l'Univers com Principi Creador, encara que aquest és deixat a la interpretació lliure de cadascú, és considerada com la imposició de tipus dogmàtic, per la qual cosa els seus membres són lliures de creure o no creure en l'existència d'aquest principi i d'utilitzar o no aquest símbol en els seus ritus.
Molts francmaçons segueixen alguna de les religions tradicionals, com poden ser la catòlica, la jueva o la musulmana, hi ha també els que consideren que el GADU és el mateix Déu creador que determina a la seva voluntat els plànols de l'existència, en el cas dels Jueus i Cristians Yahweh (Jahvè) o Jehovà, i en el cas dels Musulmans, Al·là (els quals serien aparentment dues deïtats diferents). Per a altres serà un Principi Creador que està en l'origen de l'Univers, la naturalesa és indefinible. N'hi ha també que identifiquen el Gran Arquitecte de l'Univers amb l'esperit de l'home, amb el pensament, o amb l'home mateix.
Hi ha igualment maçons que, prescindint de qualsevol enfocament transcendent, identifiquen el GADU amb una interpretació panteista o naturalista. Finalment, hi ha molts maçons no creients, per als quals donar qualsevol valor al símbol del GADU implica necessàriament una afirmació de fe sobre el misteri últim de l'existència, per la qual cosa prefereixen prescindir-ne absolutament.
La interpretació del GADU és tan àmplia com és també la interpretació de Déu en el món i la polèmica que l'acompanya com a concepte és també anàloga.